# Phlegmariurus galapagensis
Phlegmariurus galapagensis är en lummerväxtart som först beskrevs av O. Hamann, och fick sitt nu gällande namn av B. Øllg. Phlegmariurus galapagensis ingår i släktet Phlegmariurus och familjen lummerväxter. Inga underarter finns listade i Catalogue of Life.